# شونقار
شونقار هي قرية في مقاطعة نقدة، إيران. يقدر عدد سكانها بـ 106 نسمة بحسب إحصاء 2016.